# آرتم پوتولیان
آرتم پوتولیان (ارمنی: Արտյոմ Պուտուլյան؛ انگلیسی: Artem Putulian؛ ۲۸ اکتبر ۲۰۰۳ ) بازیکن هاکی روی یخ اهل ارمنستان در پست دروازه‌بان است.

## باشگاهی
از باشگاه‌هایی که در آن بازی کرده است می‌توان به باشگاه هاکی روی یخ دینامو ایروان، باشگاه هاکی روی یخ پغپغنر اشاره کرد.

## تیم ملی
وی همچنین در تیم ملی هاکی روی یخ مردان ارمنستان بازی کرده است